# Coccomyces puiggarii
Coccomyces puiggarii är en svampart som beskrevs av Speg. 1919. Coccomyces puiggarii ingår i släktet Coccomyces och familjen Rhytismataceae.   Inga underarter finns listade i Catalogue of Life.